# 雷格斯
雷格斯（英文：Regus，LSE：IWG）是全球最大服務式辦公室和虛擬辦公室的供應商，總部位於英國，在全球提供長短期服務式辦公室、虛擬辦公室、會議室、行動辦公貴賓室（商務環球貴賓室與ThinkPod）、視訊會議室及郵件代收、商業登記等服務，讓商務人士隨時隨地都可全心投入工作，在移動中保持高效產值。雷格斯位置跨越歐洲、非洲、拉丁美洲、北美洲、亞太地區。
全球百大企業如Google、Toshiba以及GlaxoSmithKline（荷商葛蘭素史克藥廠）均選擇雷格斯使他們能夠靈活辦公，並成功開拓事業。彈性工作模式的關鍵在於便利，不論在市中心、郊區、百貨商場和零售商圈、火車站、高速公路服務站，或甚至社區，雷格斯均致力提供服務據點以滿足其全球210萬名的客戶需求。

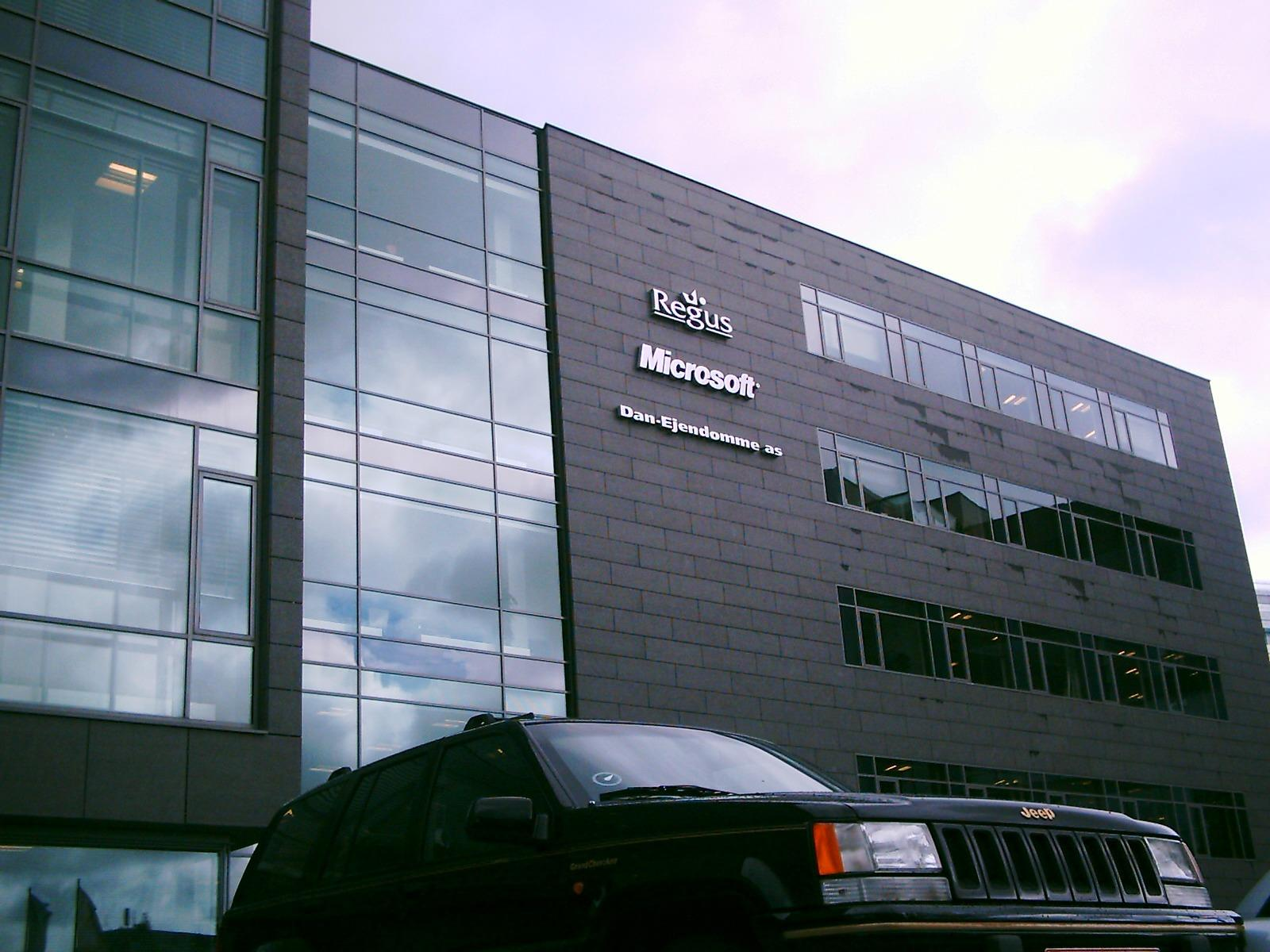
位於丹麥的雷格斯

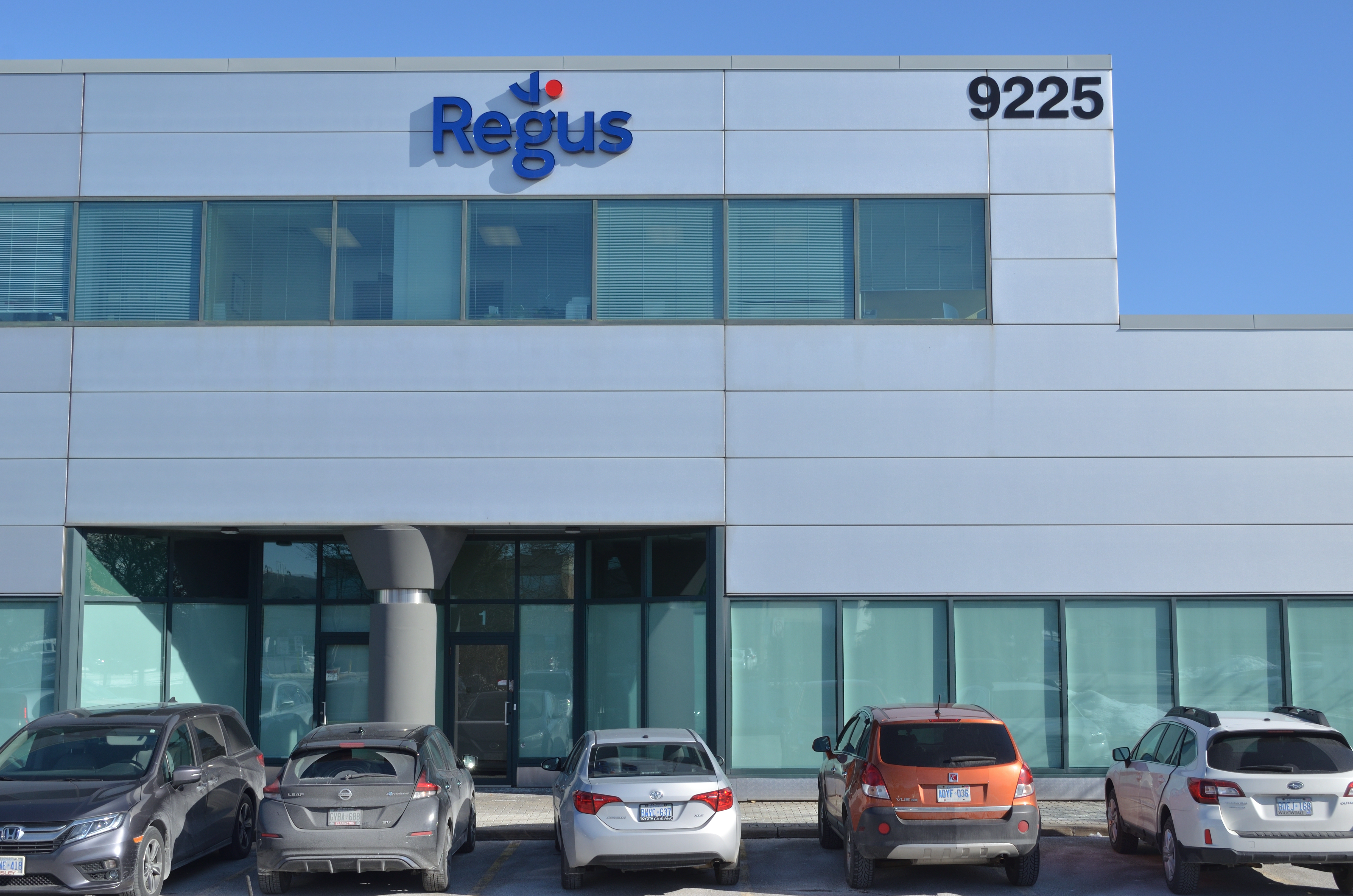
位於列治文山的雷格斯

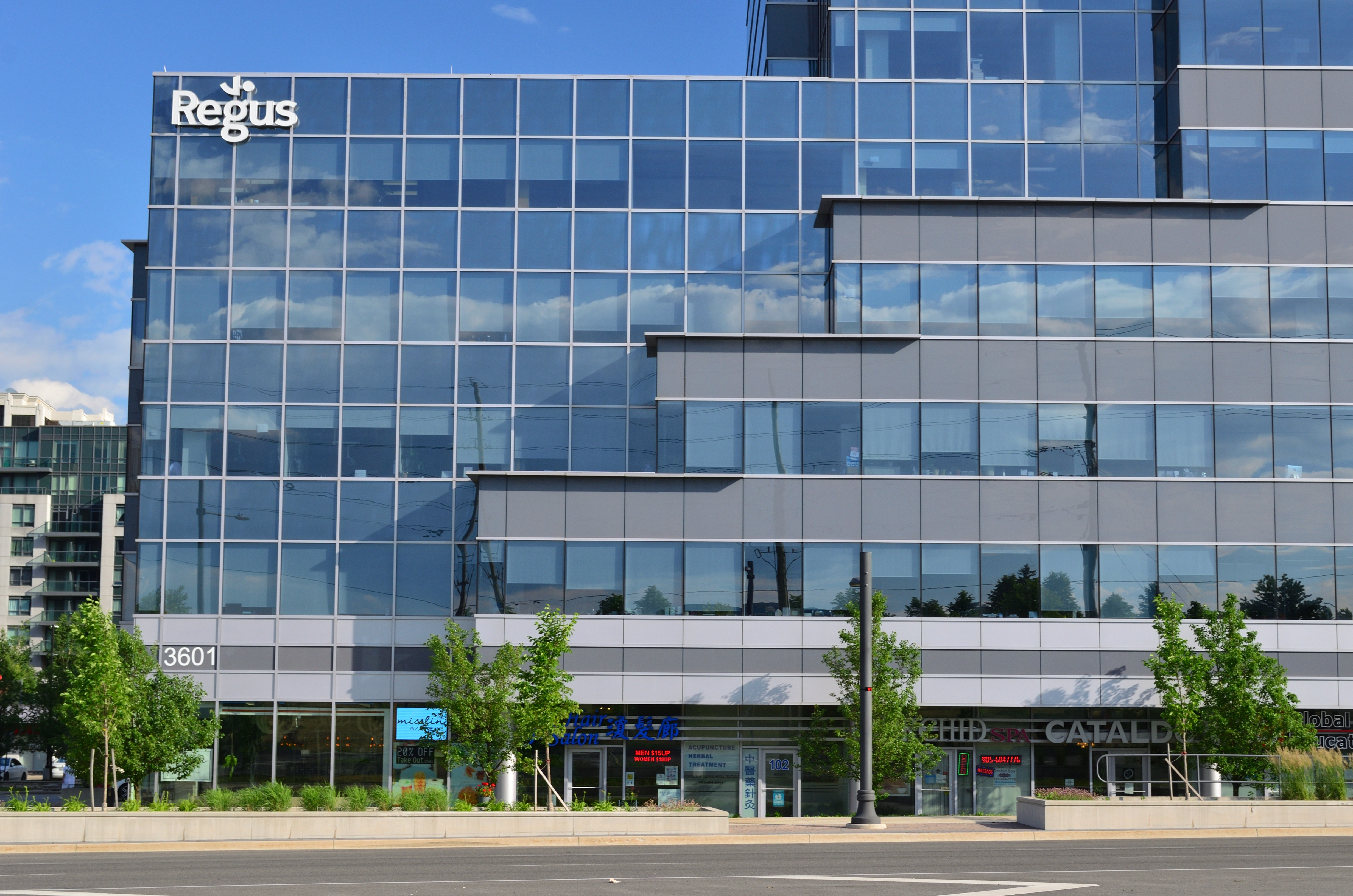
位於萬錦市的雷格斯

## 企業宗旨
Regus的企業宗旨是：“Work your way. 以您自己的 方式去工作”，這反映了Regus為客戶提供他們需要的任何辦公支援的決心，以便客戶無論身處何處，都能工作得更有成效。

## 歷史
1989年由創辦人Mark Dixon在比利時設立了第一家商務中心後，逐步向周邊地區擴展，到1994年已在拉美和中國等地創建36個商務中心。1998年，雷格斯在美國建立第一家服務式辦公室商務中心，2000年雷格斯上市，之后在2004年將總部設在了英國。
目前雷格斯在全球150個國家，1,100個城市共有3,300個中心，在台灣台北市亦設有13個據點，分別位於信義區、松山區、內湖區，以及新竹1個據點、台中3個據點。
預計2022年繼續拓點，持續看好台灣商務中心市場。

### 發展史及大事件
- 1989年：在比利時建立第一家商務中心，公司成立
- 1994年：在拉美和中國市場創建36個全球性商務中心
- 1998年：在美國開辦第一家服務式辦公室商務中心
- 2000年：在倫敦證券交易所上市
- 2005年：啟動創新環球商務創新方案，服務范圍擴展到亞洲、北美、歐洲的50多個國家、35個首都城市
- 2006年：客戶超過20萬
- 2007年：繼續發展，年收入首次突破1億英鎊
- 2008年：租賃模式由固定的辦公室租借轉為靈活的虛擬辦公室租賃
- 2017年：入駐世界最高純辦公大樓─平安金融中心

## 外部連結
- 雷格斯官方網站 （页面存档备份，存于）
- 雷格斯中國官方網站 （页面存档备份，存于）
- 雷格斯臺灣官方網站 （页面存档备份，存于）
- 雷格斯香港官方網站 （页面存档备份，存于）
- 雷格斯台灣Facebook粉絲頁

## 新聞曝光
- CTimes報導: 雷格斯：造就台灣翻轉全球的商業模式 （页面存档备份，存于）
- 數位時代報導: 雷格斯扭轉全球 不動產變動產 活化企業資產 （页面存档备份，存于）
- 聯合財經網: 全球雷格斯商務中心 創業省成本首選
- 聯合財經網: 雷格斯 以雲端讓企業不動產變動產
- 數位時代: 雷格斯永遠在你身邊，加值品牌事業 （页面存档备份，存于）
- 工商時報: 雷格斯台北信基中心開幕 （页面存档备份，存于）
- 蘋果日報: 商務中心商機大　第5間雷格斯開幕 （页面存档备份，存于）